# جيرالد موهر
جيرالد موهر (بالإنجليزية: Gerald Mohr)‏ هو مقدم برامج إذاعية وممثل أمريكي، ولد في 11 يونيو 1914 بنيويورك في الولايات المتحدة، وتوفي في 9 نوفمبر 1968 في السويد بسبب نوبة قلبية.

## أعمال

### أفلام
- (1939) علاقة حب
- (1951) قصة محقق
- (1968) الفتاة المرحة[5]

## وصلات خارجية
- جيرالد موهر على موقع IMDb (الإنجليزية)
- جيرالد موهر على موقع ألو سيني (الفرنسية)
- جيرالد موهر على موقع ميوزك برينز (الإنجليزية)
- جيرالد موهر على موقع أول موفي (الإنجليزية)
- جيرالد موهر على موقع قاعدة بيانات الأفلام السويدية (السويدية)
- جيرالد موهر على موقع إن إن دي بي (الإنجليزية)
- جيرالد موهر على موقع ديسكوغز (الإنجليزية)
- جيرالد موهر على موقع قاعدة بيانات الفيلم (الإنجليزية)
- جيرالد موهر على موقع كينوبويسك (الروسية)